# Anton Sterbling
Anton Sterbling (n. 1953, Sânnicolau Mare, Banat, România) este un sociolog german originar din România.

## Viața
A fost membru al Grupului de Acțiune Banat – (Aktionsgruppe Banat).
A urmat studii de sociologie, economie politică și teoria științei (Wissenschaftslehre) la Universitatea din Mannheim, pe care o absolvă în 1981. Între 1981 și 1982 este angajat al acestei universități.
Se transferă la Universitatea Armatei Federale (Universität der Bundeswehr) din Hamburg, unde lucrează în perioada 1982-1997. În 1987 a devenit doctor în filozofie la Universitatea Armatei Federale, iar în 1993 a luat examenul de Habilitation în sociologie, la aceeași universitate.
În semestrul de iarnă 1993/1994 a predat la Universitatea din Heidelberg, iar în semestrul de vară 1996 și semestrul de iarnă 1996/1997 a lucrat la catedra de sociologie a Universității din Bonn.
În prezent, prof. dr. Anton Sterbling este profesor de sociologie la Universitatea poliției din landul Saxonia (Hochschule der Sächsischen Polizei), din Rothenburg/OL.

## Scrieri (selecție)
- Zumutungen der Moderne. Kultursoziologische Analysen. Hamburg 2007, ISBN 978-3-89622-084-4
- Migrationsprozesse. Probleme von Abwanderungsregionen - Identitätsfragen. (= Beiträge zur Osteuropaforschung; 12), (editor), Hamburg 2006, ISBN 3-89622-078-0
- Intellektuelle, Eliten, Institutionenwandel - Untersuchungen zu Rumänien und Südosteuropa. Hamburg 2001, ISBN 3-89622-036-5
- Kontinuität und Wandel in Rumänien und Südosteuropa. Historisch-soziologische Analysen. (= Veröffentlichungen des Südostdeutschen Kulturwerks, Reihe B: Wissenschaftliche Arbeiten; 76), München 1997, ISBN 3-88356-116-9
- Modernisierung und soziologisches Denken - Analysen und Betrachtungen, ISBN 3-926952-50-4
- Gegen die Macht der Illusionen - Zu einem Europa im Wandel, ISBN 3-926952-90-3
- Widersprüchliche Moderne und die Widerspenstigkeit der Traditionalität, ISBN 3-89622-021-7
- Strukturfragen und Modernisierungsprobleme südosteuropäischer Gesellschaften, ISBN 3-926952-74-1,
- Zeitgeist und Widerspruch - Soziologische Reflexionen über Gesinnung und Verantwortung (editor) ISBN 3-926952-80-6
- Die versunkene Republik - Erzählungen (Republica scufundată - povestiri), 280 pagini, Editura Traian Pop, apariție 12.02.2021, ISBN 9783863563219
- Ende einer Pandemie und weitere Erzählungen (Sfârșitul unei-pandemii și alte povestiri),-183-pagini,-ISBN-978-3-86356-357-8